# Asteroidna obitelj
Asteroidna obitelj (eng. asteroid family, rus. семейство астероидов, fra. famille d'astéroïdes), populacija asteroida istih vlastitih orbitalnih elemenata kao što su velika poluos, ekscentricitet i nagib. Asteroidi koji ulaze u sastav obitelji po pravilu se javljaju kao fragmenti krupnijih asteroida koji su se sudarili u prošlosti i razbili na manje komade kao posljedica tih sudara. 
Pojmom asteroidne obitelji obuhvaća se uži skup od asteroidne skupine čiji pripadnici, iako dijeleći neke orbitalne elemente u širem smislu, mogu biti i bez međusobne sveze.
Velike prominentne obitelji imaju više stotina krupnih, prepoznatih asteroida i još više manjih objekata, koji još nisu analizirani ili sasvim vjerojatno još nisu otkriveni. Male kompaktne obitelji imaju po deseetak identificiranih pripadnika. Oko 33% do 35% asteroida glavnog pojasa su pripadnici neke obitelji. Trenutno je otkriveno 20 do 30 asteroidnih obitelji koje su službeno priznate u znanstvenim krugovima i nekoliko desetaka manjih skupina asteroida koji nisu još službeno priznati. Većina se asteroida nalazi u glavnom pojasu, no ima i takvih koji su iza njegovih granica, poput obitelji Palada, Mađarska, Fokeja, čije su orbite zbog promjera leže na maloj poluosi ili zbog većeg nagiba leže iza granica pojasa. U nekim se studijama pokušalo naći dokaze o kolizijskim obiteljima među trojancima, ali dosad pronađeni podatci ne daju mogućnost zaključka.